# Memorial de Odivelas
O Memorial de Odivelas também conhecido por Cruzeiro de Odivelas é um marco, presumivelmente do século XIV, localizado na cidade e no município de Odivelas.
Supõe-se que se destinou a assinalar a passagem do corpo do Rei D. Dinis, rumo ao mosteiro de Odivelas, onde seria sepultado e onde se encontra o seu túmulo. Alguns autores também consideram que se trata de uma simples delimitação do couto pertencente ao mosteiro.
Construído em calcário lioz, com dois pares de colunas dando apoio aos três arcos trilobados, possui também um escudo português medieval, utilizado na Armaria até ao reinado de D. Fernando. Fica no centro histórico de Odivelas e o estilo arquitectónico é o gótico primitivo.

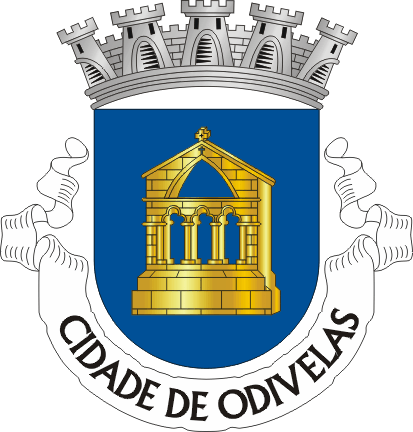
O Memorial de Odivelas surge representado no brasão de armas da cidade de Odivelas.